# 天王山古墳 (春日井市)
天王山古墳（てんのうざんこふん）は愛知県春日井市にある古墳。

## 概要
春日井市大留町の集落内、庄内川の自然堤防上（標高約32メートル）に位置する円墳で、春日井市教育委員会によって2004年（平成16年）に測量調査が、2007年（平成19年）にはトレンチ3ヶ所を設定しての発掘調査が行なわれた。2009年7月時は住宅地の中に残る単なる竹林だったが、その後、周囲は天導塚公園として整備された。

## 規模と構造
築造時の墳径28メートル、高さ4.5メートルと推定されており、かつては墳丘上に小さな社が置かれていた。従来、墳丘南側斜面の削平と先の社への通路以外は比較的に良好な状態と考えられていたが、2007年の調査で墳丘西側が中腹から削平されていたことが判明している。また、同調査で葺石が検出された。主体部や周溝は確認されていない。

## 出土品
2007年の発掘の際に赤彩を施した二重口縁壺や高坏が出土した。従来は古墳時代後期（6世紀頃）の築造と考えられていたが、現在では出土品から古墳時代前期（4世紀頃）の築造と考えられている。